# Marchantiaceae
Die Marchantiaceae sind eine Familie von Lebermoosen aus der Ordnung der Marchantiales mit knapp 40 Arten.

## Merkmale
Der Aufbau des Thallus ähnelt dem eines bifazialen Laubblattes. Es gibt eine obere, bedeckende Zellschicht mit Atemporen, darunter Atemhöhlen, ein Assimilationsparenchym, eine untere Zellschicht, die mit Rhizoiden, häufig auch mit Ventralschuppen besetzt ist. Beide Strukturen dienen der Wasseraufnahme. Die Atemporen diehen dem Gasaustausch zwischen Thallus und Atmosphäre. Sie können als einfache Öffnungen ausgebildet sein, oder ein tonnenförmiges Gebilde darstellen. Wenn die Zellen durch Wasserverlust an Turgor verlieren, fällt die Tonne zusammen und verschließt die Öffnung, so verringert sich der weitere Wasserverlust (vgl. Stomata der Gefäßpflanzen).
Von einigen Vertretern ist vegetative Vermehrung bekannt. Marchantia bildet runde Brutbecher auf der Thallusoberseite. Die Brutkörper werden in den Bechern gebildet und vom Regen ausgeschwemmt.
Die Geschlechtsorgane werden meist getrenntgeschlechtlich auf schirmchenförmigen Gebilden (Gametangiophoren) gebildet, deren Höhe von sitzend bis 10 cm reicht. Die Antheridien werden eingesenkt an der Oberseite von scheibenförmigen Antheridiophoren gebildet, die Archegonien an der Unterseite der schirmchenförmigen Archegoniophoren. Für die Befruchtung ist es nötig, dass die Spermatozoiden durch Regen von den Antheridiophoren zu den Archegoniophoren verfrachtet werden.
Der Sporogon ist praktisch ungestielt und sehr klein. Bei Marchantia sitzt er an der Unterseite des Archegoniophors und öffnet sich mit Längsrissen.

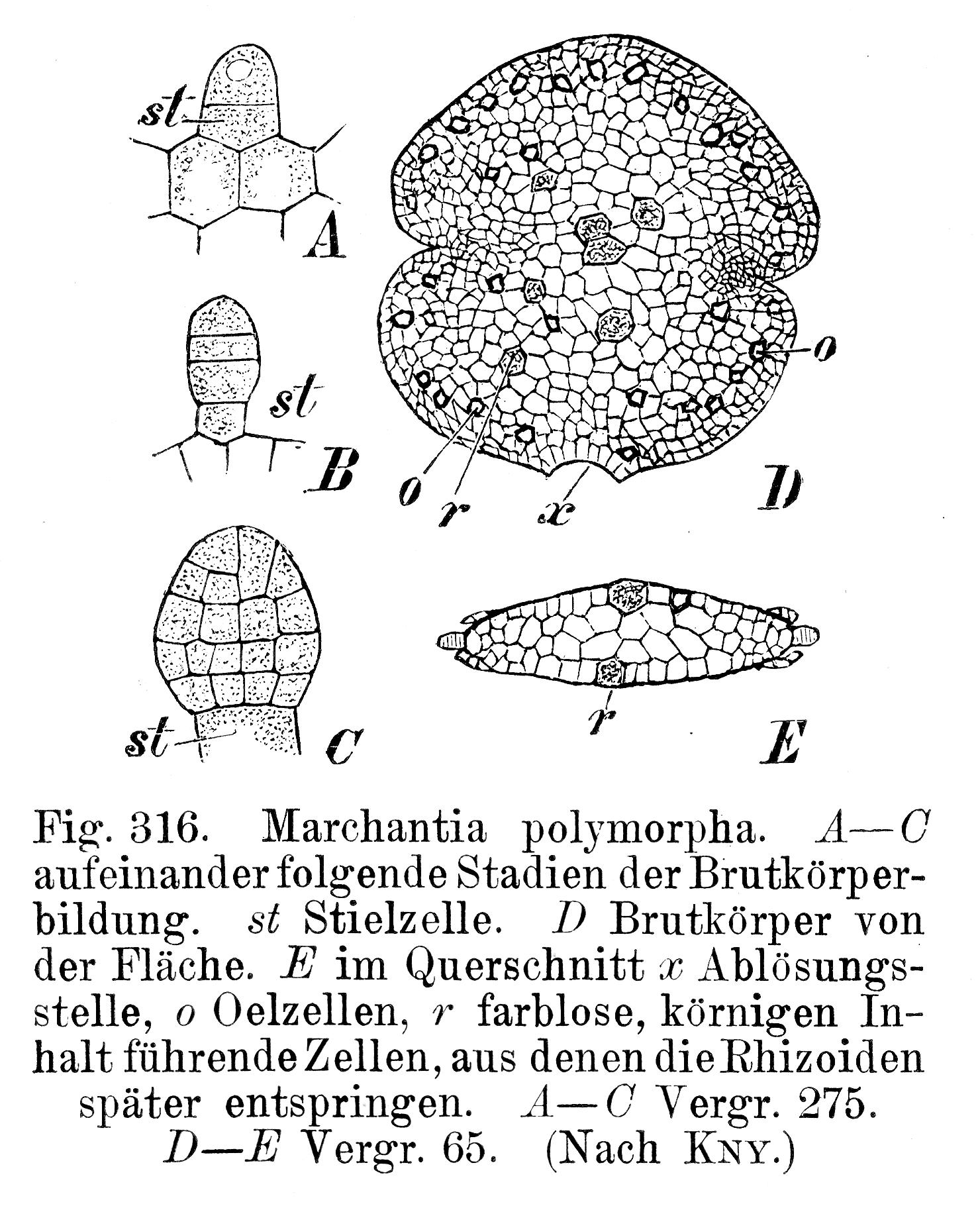
Entstehung der Brutkörper
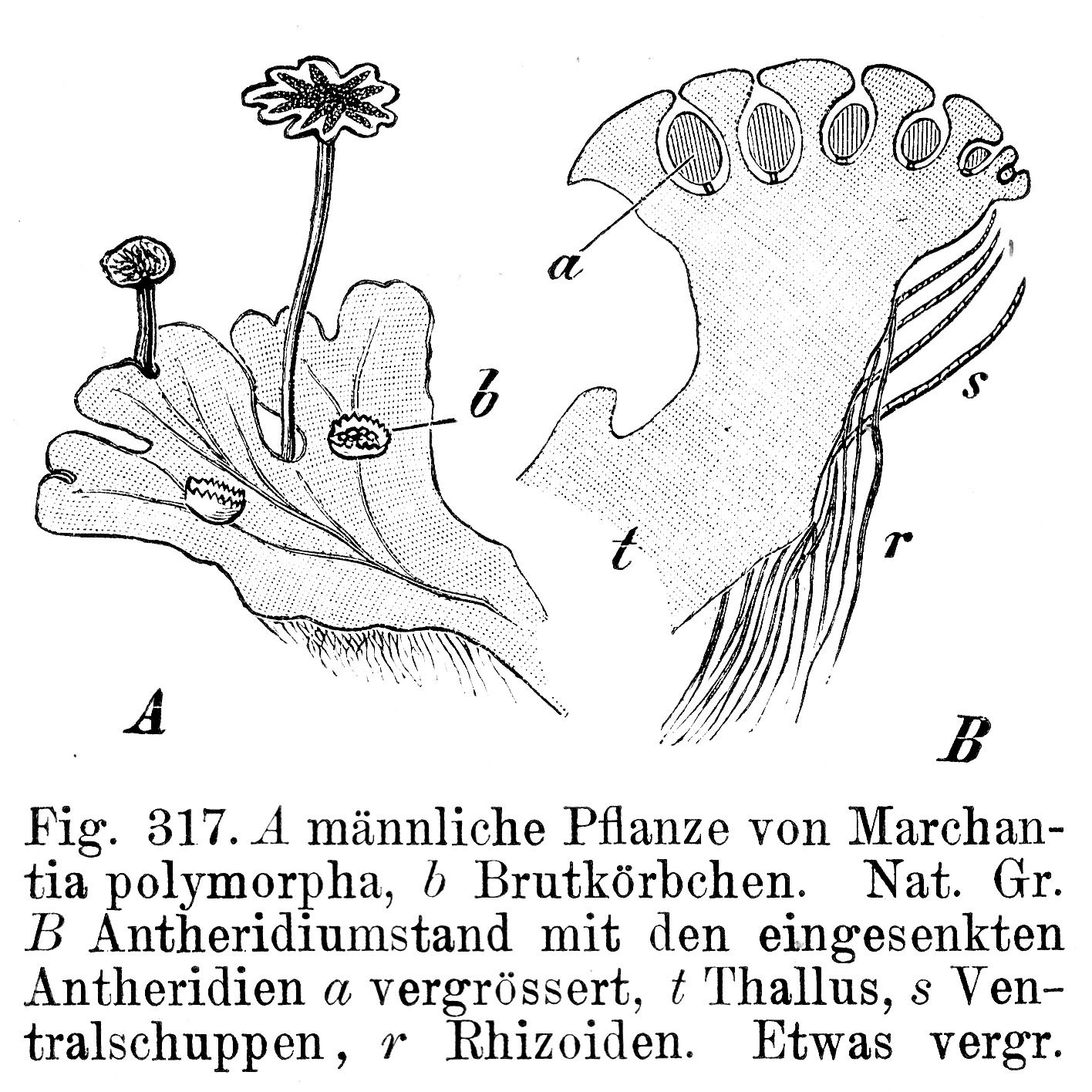
Antheridienständer
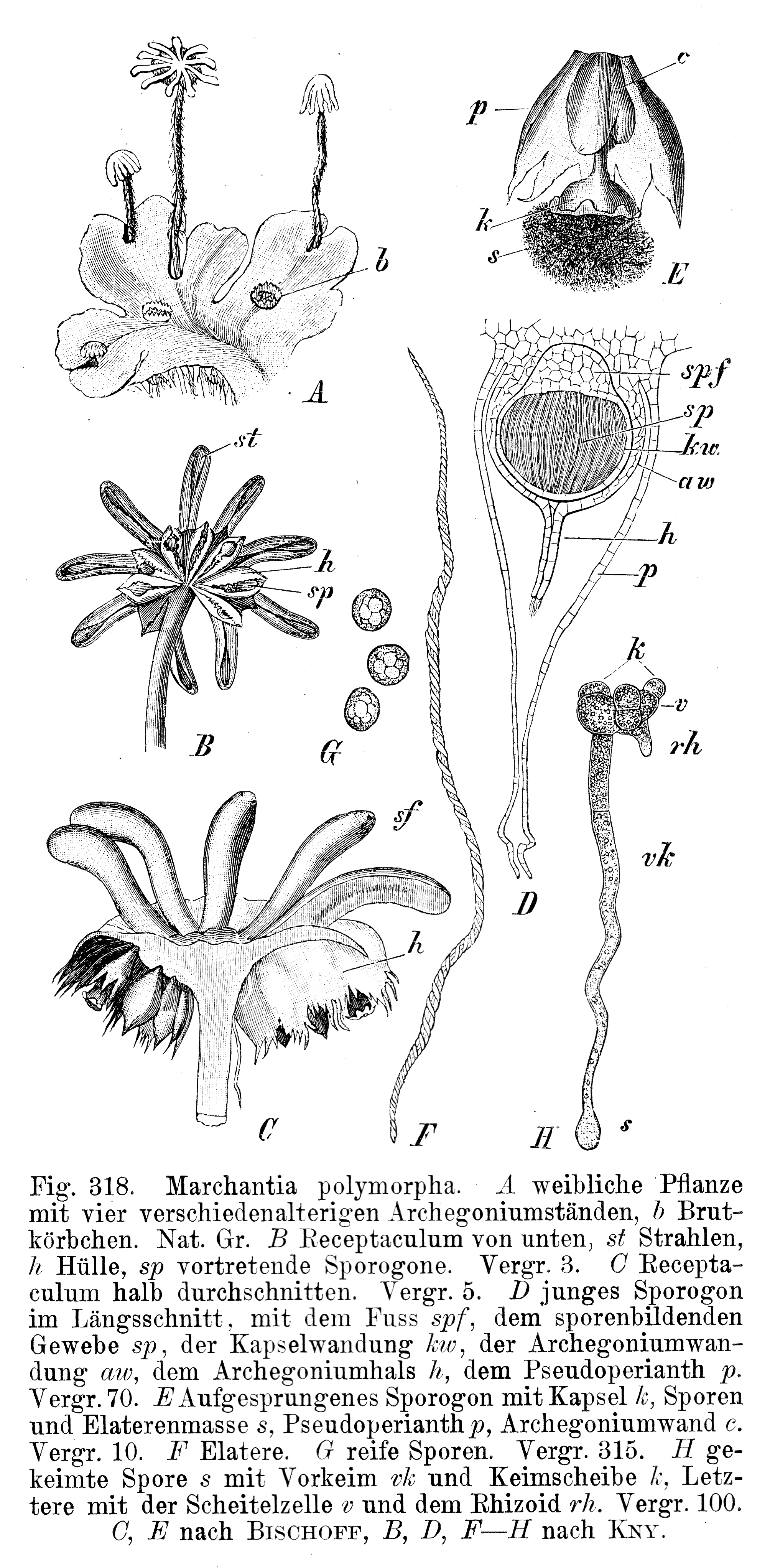
Weiblicher Gametophyt und Sporophyt
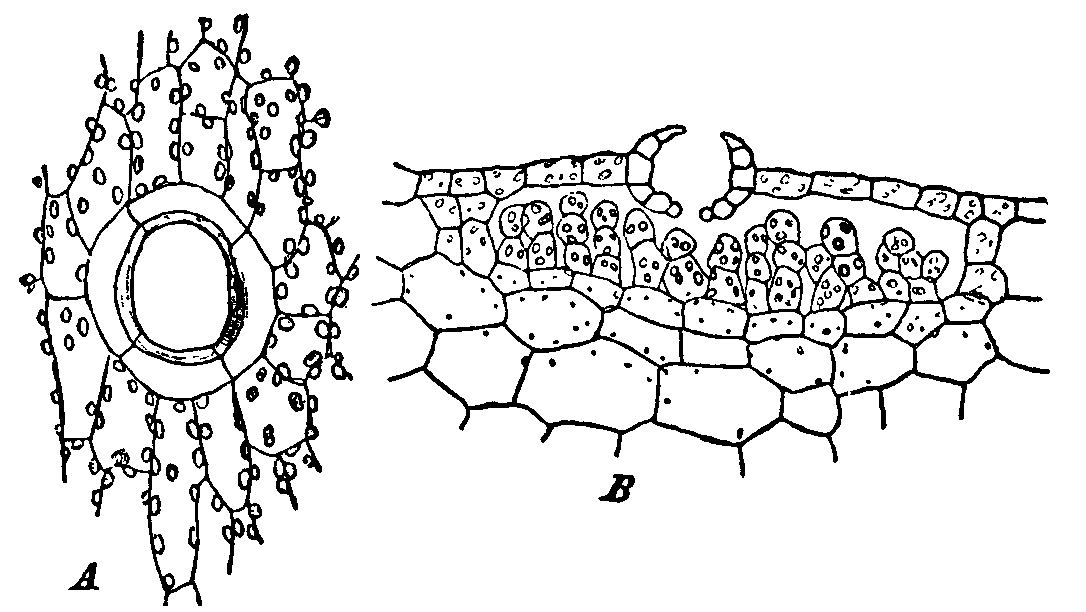
Thallus in Aufsicht und Querschnitt

## Systematik
Die Familie Marchantiaceae umfasst folgende Gattungen mit zusammen knapp 40 Arten:
- Dumortiera
  - Dumortiera hirsuta (Sw.) Nees
- Hygrophila 
  - Hygrophila irrigua (Wilson ex Hook.) Taylor
- Marchantia
  - Brunnenlebermoos (Marchantia polymorpha), kosmopolitisch
  - Marchantia paleacea,[2] im Mittelmeergebiet
- Preissia
  - Preiss-Lebermoos (Preissia quadrata)
- Neohodgsonia
  - Neohodgsonia mirabilis (Perss.) Perss.